# Национальный оркестр Каталонии

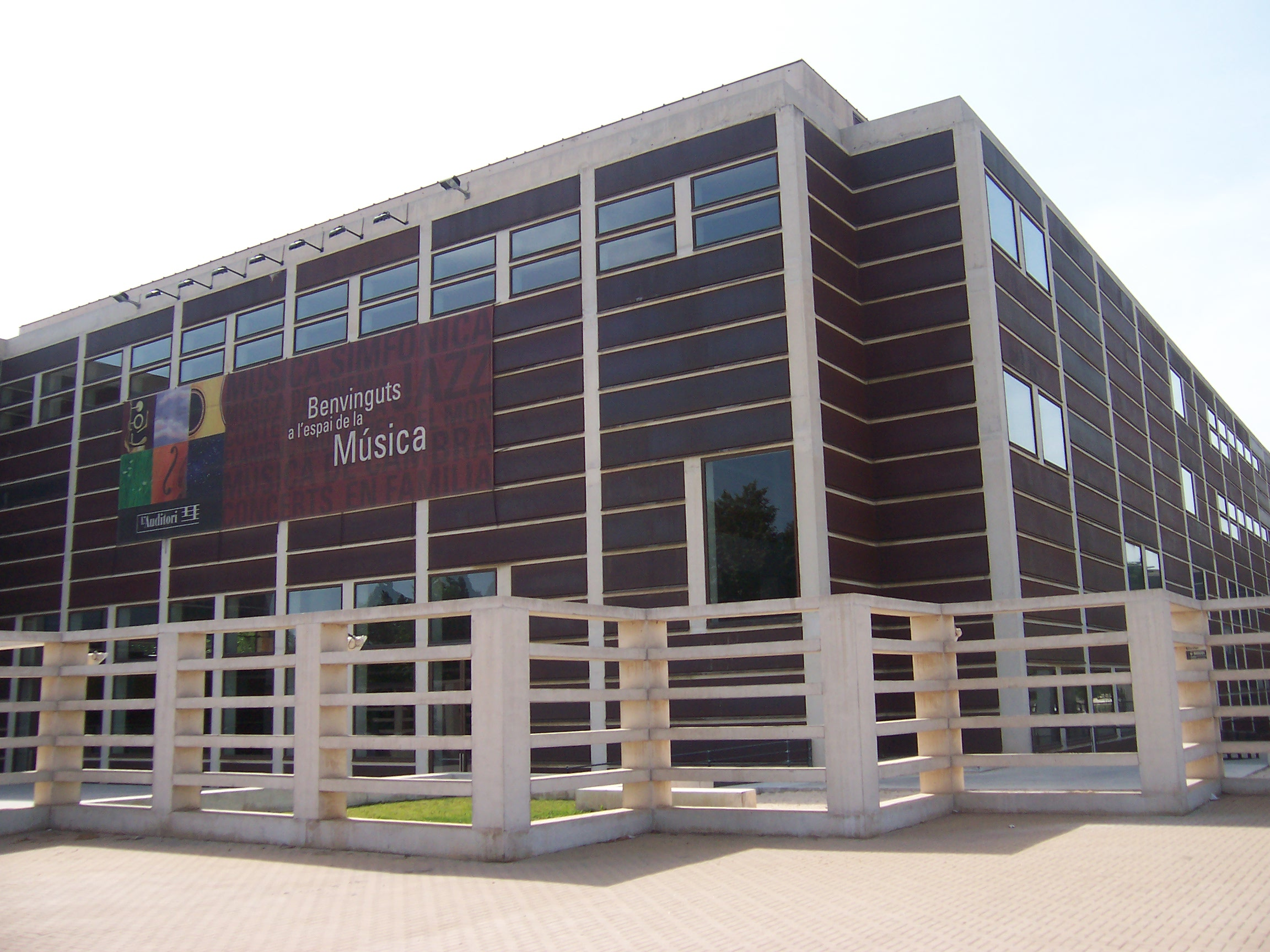
L’Auditori — домашняя концертная площадка оркестра

Национальный оркестр Каталонии, Симфонический оркестр Барселоны и Национальный оркестр Каталонии (кат. Orquestra Simfònica de Barcelona i Nacional de Catalunya) — испанский симфонический оркестр.
Основан в 1944 г. как Муниципальный оркестр Барселоны (кат. Orquestra Municipal de Barcelona), в 1967 г. переименован в Оркестр Барселоны (кат. Orquestra Ciutat de Barcelona), с 1994 г. под нынешним названием. С 1999 г. выступает в новом концертном зале L’Auditori, построенном по проекту архитектора Рафаэля Монео.
Главной задачей оркестра является пропаганда каталонских композиторов. В связи с этим основу репертуара оркестра составляют произведения Федерико Момпоу, Роберто Герхарда, Мануэля де Фальи и других местных авторов.

## Руководители оркестра
- Эдуард Тольдра (1944—1962)
- Рафаэль Феррер (1962—1967)
- Антони Рос-Марба (1967—1978)
- Сальвадор Мас (1978—1981)
- Антони Рос-Марба (1981—1986)
- Франц Пауль Деккер (1986—1991)
- Луис Антонио Гарсиа Наварро (1991—1993)
- Лоуренс Фостер (1996—2002)
- Эрнест Мартинес Искьердо (2002—2006)
- Эйдзи Оуэ (2006—2010)
- Пабло Гонсалес (с 2010 г.)